# Avarna (famiglia)
Gli Avarna o Averna, anticamente Guarna o Varna, sono una famiglia nobile italiana discendente dal casato reale degli Altavilla.
Si diramarono in Salerno, Messina, Palermo e Cremona; hanno come capostipite Goffredo, uno dei figli di Tancredi d'Altavilla (capostipite dell'omonima casata), che trasse il proprio soprannome Guarna, mutato poi dai discendenti in cognome,  dall'uccisione durante la battaglia di Civitate di un duca e condottiero svedese di nome Warner o Guarniero.
Il ramo di Messina ha avuto origine nel XIII secolo e si cognominava Guarna, cambiato in Varna con un Filippo nel 1251, successivamente si chiamarono Averna. Il ramo di Cremona ebbe origine nel XV secolo.
Complessivamente la famiglia possedette due marchesati, due ducati, una viscontea, quattro contee e ventiquattro feudi; contrasse parentele tra le altre con gli Alagona, i Caracciolo, i Colonna, i Filangeri, i Gioeni, i Lucchese Palli, i Moncada, i Pignatelli, i Requesens, i Rossi, i Ruffo, i Sanseverino, i Santacolomba, gli Spadafora e gli Statella.

## Stemma
Arma: D'oro, alla fascia d'azzurro. Corona: Ducale. Sostegni: Due leoni d'oro, alla fascia d'azzurro, alla bordura dello stesso.

## Persone
- Romualdo II Guarna[5]
- Carlo Avarna di Gualtieri[11]
- Giuseppe Avarna[11]
- Giuseppe Avarna (poeta)